# Tyrtaios

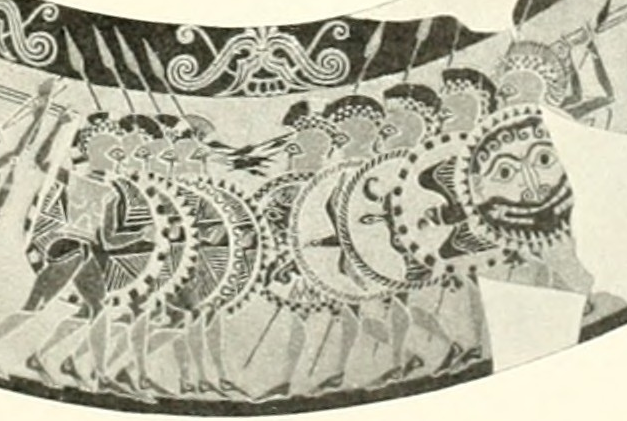
Griechische Hopliten, Szene von der Chigi-Kanne

Tyrtaios (altgriechisch Τυρταῖος, latinisiert Tyrtaeus, eingedeutscht früher Tyrtäus) war ein griechischer Elegiendichter aus dem 7. Jahrhundert v. Chr. Er wirkte in Sparta zur Zeit des Zweiten Messenischen Krieges. Tyrtaios’ Kampfparänesen (Kampfaufrufe) hatten zum Ziel, das Heer zu Höchstleistungen und damit zum Sieg zu bringen. In Friedenszeiten sollten seine Elegien die staatliche Ordnung festigen, indem die spartanische Verfassung gepriesen wurde. Platon äußerte sich über Tyrtaios im höchsten Maße anerkennend, er beschrieb ihn als den göttlichsten Dichter und einen weisen und tüchtigen Mann. Sparta war zur Zeit des Tyrtaios kulturelles Zentrum Griechenlands, in dem noch weitere Dichter wie Alkman, Terpandros von Antissa, Thaletas von Gortyn und Polymnestos von Kolophon tätig waren. Diese Blüte Spartas fand Mitte des 6. Jahrhunderts v. Chr. ein Ende.

## Herkunft
Die Herkunft des Tyrtaios kann nicht mit Sicherheit belegt werden. Antiken Quellen zufolge könnte Tyrtaios ein Spartaner, ein Athener oder ein Milesier gewesen sein. Weder durch den Namen Tyrtaios noch durch den seines Vaters lassen sich konkrete Rückschlüsse auf die Heimat des Dichters ziehen. Die Herkunftsfrage wird noch dadurch erschwert, dass er in dorischem Dialekt schrieb.
Der Suda ist zu entnehmen, dass Tyrtaios der Sohn des Archembrotos war und aus Sparta oder Milet stamme. Ein weiteres Indiz für die Herkunft von Milet wäre die große inhaltliche und sprachliche Ähnlichkeit mit den Elegien des Kallinos von Ephesos.
Eine Reihe von athenischen Quellen hingegen unternimmt den Versuch, Tyrtaios für Athen zu vereinnahmen:
Pausanias zufolge sollten die Spartaner – auf Grund eines Orakelspruchs von Delphi – einen Athener als Berater im Kampf gegen die Messenier hinzugezogen haben. Die Athener wollten ihnen nicht ihren besten Mann schicken, abweisen wollten sie die Spartaner allerdings auch nicht. So schickten sie Tyrtaios, einen nicht ganz hellen Schulmeister, der noch dazu gehinkt haben soll. In der Schlacht der Spartaner gegen die Messenier hätte Tyrtaios nicht mitgekämpft, aber die Kämpfer in Symposien vor der Schlacht angespornt.

„Heimat und sämtliche Bürger schätzen als Kleinod den Helden,
der sich, die Beine gespreizt, standhaft im Vorkampfe hält,
jeden Gedanken auch nur verwirft an schmähliches Fliehen.“

Bei Platon wird Tyrtaios ebenfalls als Athener angesehen. Er soll aber Mitbürger der Spartaner geworden und äußerst stolz darauf gewesen sein. Auch Lykurgos macht aus Tyrtaios einen Landsmann aus Athen. Ebenso wie Pausanias beschreibt er, dass die Spartaner einen Anführer gegen die Messenier gebraucht hätten. Daraufhin begaben sie sich zum Orakel von Delphi, wo ihnen Apollon riet, sich einen Anführer aus den Reihen der Athener zu nehmen. Dieser soll Tyrtaios gewesen sein.
Diese Theorie zur Herkunft des Tyrtaios ist jedoch nicht unproblematisch, denn einiges spricht dagegen: Dass sich spartanische Truppen, wie Pausanias und Lykurgos berichten, im Zweiten Messenischen Krieg einem landfremden Führer unterstellten, erscheint in der Tat befremdlich. Tatsächlich gibt es nur einen einzigen belegten Fall einer vergleichbaren Einbürgerung in Sparta. Es handelt sich dabei um den Seher Tisamenos aus Elis (Sohn des Antiochos), der ebenfalls auf Grund eines Orakels zur Unterstützung der Spartaner hinzugezogen worden sein soll. Die Legende mit der angeblichen attischen Geburt könnte im Zusammenhang mit dem Hilfszug des Kimon mit einem Kontingent Hopliten im Jahr 462 v. Chr. gestanden haben. In diesem Falle wäre sie viel später hinzugefügt geworden. Die Wurzeln des Dichters lassen sich daher am ehesten an der Sprache seiner Werke ablesen: Üblicherweise beinhaltet eine Elegie ionische und äolische Elemente, einzig bei Tyrtaios tauchen jedoch auch dorische Formen auf. Das scheint das sicherste Argument für seine Herkunft aus Sparta zu sein.

## Lebenszeit
Der Suda zufolge war Tyrtaios ein Zeitgenosse der sogenannten Sieben Weisen, eventuell sogar sei er früher zu datieren. Seine Akmé hatte er in der 35. Olympiade (640–636 v. Chr.). Dementsprechend müsste er etwa zwischen 680 und 676 v. Chr. geboren sein. In einem seiner Gedichte erwähnt Tyrtaios, dass König Theopompos zwei Generationen vor ihm lebte. Das würde das aus der Suda errechnete Geburtsdatum untermauern:

„Unserem König von einst, dem Götterfreund Theopompos,
Der in Messenien uns weite Gebiete gewann;
Ist doch Messenien gut zu säen und Bäume zu pflanzen.
Neunzehn Jahre hindurch mussten um dieses Gebiet 
Unaufhörlich ringen mit langausharrendem Mute
Unseres Vatergeschlechts kämpfende Väter von einst.
Endlich in zwanzigsten Jahre verließen jene die fetten
Fluren und flohen hinab von den ithomischen Höhn.“

Dementsprechend dürfte Tyrtaios zwischen 680 und 600 v. Chr. in Sparta gelebt haben, zeitgleich mit dem aus Ephesos stammenden Kallinos.

## Werke
Eine Aufzählung der Gedichte findet sich in der Suda. Sie nennt fünf in Alexandria aufbewahrte Gedichtbücher, eine Politeia für die Lakedaimonier, dann die bei Aristoteles und Strabon genannte Eunomia und Paränesen in elegischer Form. Von den Gedichten des Tyrtaios sind heute etwa 200 Verse erhalten. Hauptsächlich sind diese durch literarische Zeugnisse, teils durch Papyrusfunde überliefert.
Inhaltlich spiegeln die Gedichte vor allem zentrale Wertvorstellungen der archaischen Zeit wider. In diesem Zusammenhang ist vor allem der Kampf im Kollektiv und die Einführung der Phalanx von Bedeutung. Auch die Phalanx ist bei ihm bereits erwähnt.
Ein Gedicht, das bereits nachweislich in der Antike als Eunomia bezeichnet wurde, findet in der Politik des Aristoteles Erwähnung. Es hat die Entstehung der spartanischen Gesellschaft zum Inhalt und berichtet darüber, dass die Herakleiden die Stadt von Zeus zum Geschenk bekommen hätten. Diesem Gedicht ist noch ein Papyrusfragment zuzuordnen:

„Zeus war es selbst, der Kronide, der Gatte der kränzegeschmückten
Hera, welcher die Stadt euch, Herakliden, geschenkt;
Ihnen waren wir einst von Erineos’ luftigen Höhen 
Nieder zu Pelops’ weiträumiger Insel gefolgt.“

Weiteres über den Inhalt der Eunomia findet sich bei Plutarch und Diodor. Auch in diesem Gedicht wird besonders darauf hingewiesen, dass sich alle Männer für die Gemeinschaft einsetzen sollen.

## Textausgaben und Übersetzungen
- Bruno Snell, Zoltan Franyó, Herwig Maehler (Hrsg.): Frühgriechische Lyriker. Teil 1: Die frühen Elegiker (= Schriften und Quellen der Alten Welt. Bd. 24,1). Akademie-Verlag, Berlin 1971, S. 16–27 (Text und Übersetzung)
- Martin Litchfield West (Hrsg.): Iambi et elegi Graeci ante Alexandrum cantati. Band 2, 2. Auflage, Oxford University Press, Oxford 1992, ISBN 0-19-814096-7, S. 169–184 (kritische Edition)